# Leodán González
Leodán Franklin González Cabrera (Tala, Canelones, Uruguay, 11 de marzo de 1983) es un árbitro de fútbol uruguayo, internacional desde 2016. Arbitra en la Primera División de Uruguay.

## Torneos de selecciones
Ha arbitrado en los siguientes torneos de selecciones nacionales:
- Campeonato Sudamericano de Fútbol Sub-17.
- Campeonato Sudamericano de Fútbol Sub-20.
- Copa Mundial de Fútbol Sub-20 en el 2019 en Polonia.
- Copa América Brasil 2019.[2]

En enero de 2021 fue designado a la final de la Copa Sudamericana y la final del Mundial de Clubes en Catar. No pudo asistir a los dos eventos debido a dar positivo de covid-19. Posteriormente fue designado a los JJ.OO. de Tokio.

## Torneos de clubes
Ha arbitrado en los siguientes torneos internacionales de clubes:
- Copa Sudamericana
- Copa Libertadores de América